# Vice (distrito)
Vice é um distrito do Peru, departamento de Piura, localizada na província de Sechura.

## Transporte
O distrito de Vice é servido pela seguinte rodovia:
- PI-103, que liga a cidade ao distrito de Paita
- PE-1NK, que liga a cidade deSechura ao distrito de Piura [1][2][3]